# 氨基负离子
氨基负离子（英語：Azanide）是IUPAC认可的NH−
2阴离子的名称。   NH−
2 阴离子是氨的共轭碱，所以可以从氨的自耦电离中产生。 它可以由氨脱质子化而成，一般由强碱或碱金属来反应。

## 与碱金属的化合物
碱金属的氨基化物是氨基负离子最常见的化合物。 它们包括氨基锂、氨基钠和 氨基钾。 这些盐状固体是通过用强碱（碱金属氢氧化物）或碱金属处理氨而产生的： 
2 M  +  2 NH
3  →  2 MNH
2  +  H
2 (M = Li, Na, K)
氨基钾 就是由这种方法合成的。
过渡金属的氨基化物通常是通过盐的复分解或通过氨络物的去质子化而产生的。